# Тонала (Чьяпас)
Тонала́ (исп. Tonalá) — город в Мексике, штат Чьяпас, входит в состав одноимённого муниципалитета и является его административным центром. Численность населения, по данным переписи 2020 года, составила 38 087 человек.

## Общие сведения
Поселение было основано в доиспанский период.
В 1490 году регион завоевал ацтекский генерал Тлильтотль, командовавший войсками императора Ауисотля. Ацтеки назвали поселение Tonalá, что с языка науатль можно перевести как — жаркое место.
В феврале 1524 года в окрестностях Тоналы произошло сражение индейцев с войском Педро де Альварадо, который следовал по поручению Эрнана Кортеса для покорения Гватемалы.
В 1793 году началось строительство церкви Святого Франсиска, в 1796 году она вошла в епархию Сан-Кристобаль-де-лас-Касаса с 2874 жителями деревни.
29 октября 1812 года Тонале присвоен статус вильи. В 1814 году население составило 4505 человек.
27 декабря 1870 года губернатор Хосе Панталеон Домингес присвоил Тонале статус города.